# NPAS3
La proteína NPAS3 (de sus siglas en inglés "Neuronal PAS domain-containing protein 3") es un factor de transcripción codificado por el gen npas3 perteneciente a la familia de factores de transcripción (bHLH)-PAS (hélice-bucle-hélice-PAS), los cuales se encuentras implicados en diversas funciones como la regulación de los ciclos circadianos, procesos de neurogénesis, metabolismo de toxinas, hipoxia y desarrollo traqueal en vertebrados. La proteína NPAS3 contiene un motivo de hélice-bucle-hélice y un dominio PAS, al igual que otros miembros de esta familia.

## Función
La deficiencia tanto de NPAS3 como de la proteína homóloga NPAS1 en ratón da lugar a comportamientos anormales típicos de los modelos animales de esquizofrenia. De acuerdo con el mismo estudio, la ausencia de NPAS3 y NPAS1 genera una reducción de la expresión de reelina, lo cual es consistente con lo anterior, ya que esta proteína ve reducidos sus niveles en los cerebros de pacientes humanos con esquizofrenia o trastorno bipolar. Entre las 49 regiones genómicas que han sufrido cambios en humanos comparadas con sus ancestros evolutivos, NPAS3 fue localizada en la región 21.

## Importancia clínica
Una serie de estudios han podido constatar que el gen npas3 se encontraba mutado en una familia afectada de esquizofrenia, lo que ha permitido asociar este gen con enfermedades psiquiátricas y discapacidades en el aprendizaje. En un estudio genético llevado a cabo en 2008 con varios cientos de individuos se pudo constatar la existencia de haplotipos del locus npas3 que afectaban al riesgo de padecer esquizofrenia o trastorno bipolar. En un estudio farmacogenético también se pudo encontrar que algunos polimorfismos del gen npas3 estaban fuertemente asociados con la respuesta a iloperidone, un antipsicótico atípico en estudio.